# Tina Brenneisen
Tina Brenneisen (* 1977 in Dresden) ist eine deutsche Comiczeichnerin, Illustratorin und Autorin von Graphic Novels. Einen Teil ihrer Arbeiten veröffentlicht sie unter dem Pseudonym PoinT.

## Leben
Die in Dresden geborene Tina Brenneisen absolvierte zwar ein Studium der Psychologie und Philosophie an der TU Dresden und der FU Berlin, ist jedoch als Comiczeichnerin, Illustratorin, Karikaturistin und Autorin in ihrer Wahlheimat Berlin tätig.
Die Künstlerin illustriert Kinderbücher und schreibt Graphic Novels für Jugendliche und Erwachsene. Sie nimmt mit ihren Arbeiten an Comicfestivals teil und veranstaltet eigene Workshops.
Brenneisens erste veröffentlichte Arbeiten waren in den Jahren 2010/11 mehrere Hefte einer Comic-Heft-Reihe mit dem Titel Die Blaumänner. An den Kinderbüchern Das Monster-Musical und Die Schlafburschen von A. Wallis Lloyd war sie als Illustratorin beteiligt. In Berlin gründete sie 2013 den kleinen unabhängigen Verlag namens parallelallee, in welchem sie Comics und illustrierte Literatur herausgibt. Im Jahr 2015 erhielt Brenneisen ein zweimonatiges Stipendium im AIR-Programm in Krems an der Donau, einem der größten Artist in Residence-Programme Österreichs.

Ihr im Jahr 2019 fertiggestelltes Comicalbum mit dem Titel Das Licht, das Schatten leert weist autobiografische Züge auf. Die Künstlerin setzt sich darin mit dem Thema der von ihr selbst erlittenen Totgeburt auseinander. Im September 2016 wurde bekanntgegeben, dass sie für diese Arbeit unter 78 Bewerbern als Preisträgerin des Comicbuchpreises der Berthold Leibinger Stiftung ausgewählt wurde. Die Jury begründete ihre Wahl unter anderem wie folgt: 

„...Ein autobiografischer Comic über ein unbequemes, aber wichtiges Thema, der mit seiner schönen Kolorierung und den halbrealistischen Figuren in gleicher Weise zu Tränen rührt wie – und das ist kein kleines Wunder – schmunzeln lässt.“

Bei der Preisverleihung am 5. Mai 2017 im Literaturhaus Stuttgart hielt Andreas Platthaus, der Literatur-Ressortchef der Frankfurter Allgemeinen Zeitung, die Laudatio.
Der Comicbuchpreis der Berthold Leibinger Stiftung wurde 2017 zum dritten Mal vergeben und ist mit 15.000 Euro der am höchsten dotierte deutsche Preis für Comics und Graphic Novels. Der Preis ist ausdrücklich als Förderpreis konzipiert, der die Autorin bei der Fertigstellung des auf 250 Seiten projektierten Buches unterstützen sollte.
In ihrem 2022 erschienenen Werk True Stories: Marie Luis erzählt verbindet Tina Brenneisen gesellschaftskritische Themen mit surrealen Erzählstrukturen. In der Graphic Novel treffen drei Wissenschaftler an einer Wetterstation der Karasee auf die gestrandete Marie Luis. Diese präsentiert sich als ehemalige Matrosin des fiktiven Schiffs Nu Pogodi und entfaltet am Lagerfeuer episodische Geschichten, die aktuelle Debatten aufgreifen – von Geschlechterrollen bis zur Klimakrise. Die Tagesspiegel-Autorin Birte Förster nahm Brenneisens Graphic Novel in ihre Liste der fünf besten Comics des Jahres 2022 auf, wobei sie die kraftvolle Kolorierung und die humorvolle Auseinandersetzung mit gesellschaftlichen Themen hervorhob.

## Auszeichnungen
- 2016: Stipendium als Artist-in-Residence im AIR-Programm Krems, Österreich
- 2017: Comicbuchpreis der Berthold Leibinger Stiftung für Das Licht, das Schatten leert

## Werke
als Autorin
- Die Blaumänner. Comicheft-Reihe, 2011/12
- Das letzte Geheimnis. Graphic Novel, Parallelallee, Berlin 2013, ISBN 978-3-00041-120-5.
- Die Traumfabrik. Graphic Novel, Parallelallee, Berlin 2017, ISBN 978-3-94697-205-1.
- Die Hoodies. Comic-Erzählung, Parallelallee, Berlin 2017, ISBN 978-3-94697-204-4.
- Das gelbe Pony. Graphic Novel, Parallelallee 2017, ISBN 978-3-946972-07-5.
- Bergstraße 68: Ein Baum zieht um. (Illustratorin: Veronica Solomon), Parallelallee, Berlin 2019, ISBN 978-3946972334.[11][12]
- Das Licht, das Schatten leert. Graphic Novel, Edition Moderne, Zürich 2019, ISBN 978-3-03731-192-9.[13]
- True Stories. Marie Luis erzählt. Comic, Parallelallee, Berlin 2022, ISBN 978-3-9816235-4-3.

als Illustratorin
- A. Wallis Lloyd: Das Monster-Musical. Mit Illustrationen von PoinT. Edition Graugans, Berlin 2014, ISBN 978-3-944704-13-5.
- A. Wallis Lloyd: Die Schlafburschen. Mit Illustrationen von PoinT. Edition Graugans, Berlin 2014, ISBN  978-3-944704-15-9.

## Ausstellungen
Einzelausstellung
- 2017: Das Licht, das Schatten leert – Comicbuchpreis der Berthold-Leibinger-Stiftung, Literaturhaus Stuttgart
- 2017: Das Licht, das Schatten leert, Literarisches Colloquium Berlin[14]

Gruppenausstellungen
- 2011: The Browse Cartoon, Caricature & Comic Festival. 145 Berliner und internationale Zeichner an über 60 Orten in Kreuzberg und im ehemaligen Flughafen Tempelhof.
- 2013: Komische Aussichten: Drôles de perspectives. Les relations franco-allemandes aujourd’hui et demain. Ausstellung des Goethe-Instituts Paris in Kooperation mit dem Informations- und Dokumentationszentrum der Deutschen Botschaft Paris (CIDAL) aus Anlass des 50-jährigen Jubiläums des Elysée-Vertrages.[15]
- 2016: Artists in Residence. Tina Brenneisen, Melanie Schober, Inga Steinmetz. Krems, Österreich[16]
- 2016: Comic-Salon Erlangen
- 2017: Comicfestival München
- 2018: Comic-Salon Erlangen